# Pin de Calabre
Pinus brutia
Espèce
Classification phylogénétique
Synonymes
- Pinus halepensis var. brutia A.Henry, 1910[1]
- Pinus halepensis subsp. brutia (Ten.) Holmboe, 1914[2]

Répartition géographique
Statut de conservation UICN

 LC  : Préoccupation mineure
Le Pin de Calabre (Pinus brutia Ten.) ou Pin de Turquie est une espèce d'arbres du genre Pinus et de la famille des Pinaceae, endémique d'Asie Mineure, d'où elle s'est répandue sporadiquement vers certaines régions de la Méditerranée orientale et de la mer Noire.
Récemment, il a été proposé de le dénommer plutôt Pinus halepensis subsp. brutia (Ten.) E.Murray (1983). Mais ce changement de rang taxonomique n'est pas reconnu par tous les botanistes. D'autres études sont en cours.

## Habitat et écologie
Le Pin de Calabre est un arbre caractéristique des pinèdes méditerranéennes et égéennes de Turquie.

## Répartition
Le Pin de Calabre est naturellement présent sur les côtes méditerranéennes et égéennes de la Turquie, sur l'île de Chypre, sur quelques îles grecques, la Crète notamment et par endroits sur les bords de la mer noire.

## Variétés
Certains auteurs ont traité le pin de Turquie comme une sous-espèce du pin d'Alep [Pinus halepensis subsp. brutia (Ten.)], mais il est généralement considéré comme une espèce distincte. C'est une espèce modérément variable, et les sous-espèces et variétés suivantes sont identifiées :  
- Pinus brutia var. brutia (forme typique; la courante) ;
- Pinus brutia var. pityusa (Pin de Géorgie, côte russe adjacente de la mer Noire et Crimée; à peine distincte de la forme typique) ;
- Pinus brutia var. pendulifolia (côte sud de la Turquie; aiguilles de 20–29 cm, pendantes) ;
- Pinus brutia var. eldarica (Pin afghan ; Azerbaïdjan ; Géorgie ; aiguilles 8–14 cm, cônes 5–9 cm) ; cette variété est traitée comme une espèce (Pinus eldarica) par certains auteurs ; elle est adaptée à un climat plus sec avec un pic de précipitations estivales, alors que les variétés. brutia, pityusa et pendulifolia sont adaptés à un climat avec des précipitations principalement hivernales.

## Galerie

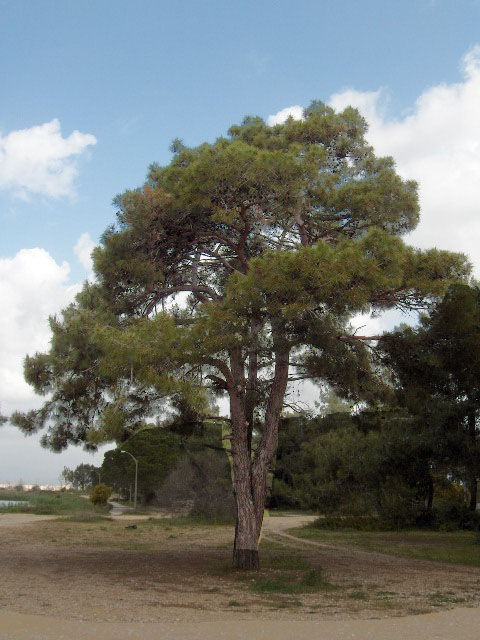
Arbre adulte.
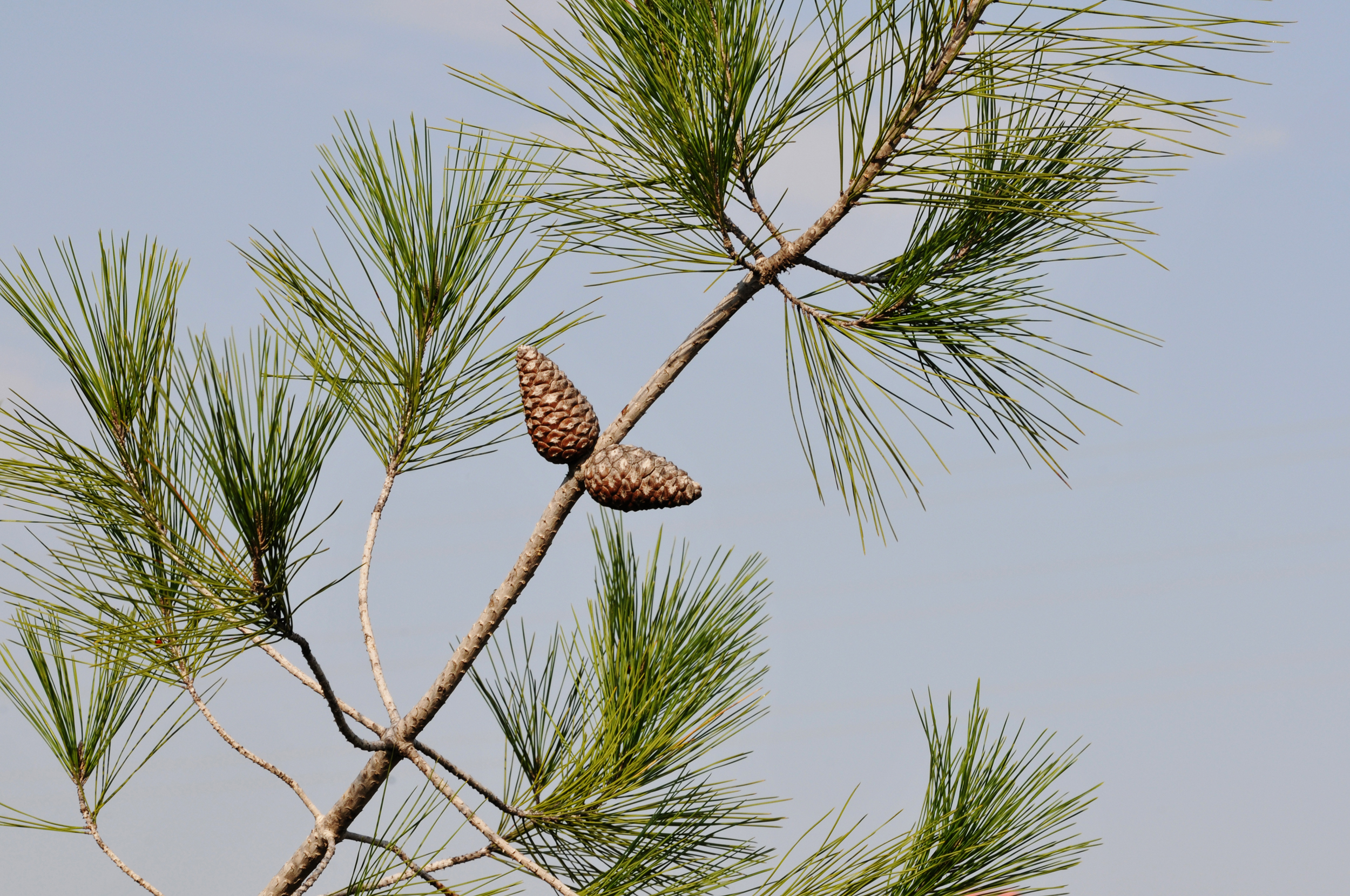
Rameau avec épines et cônes.
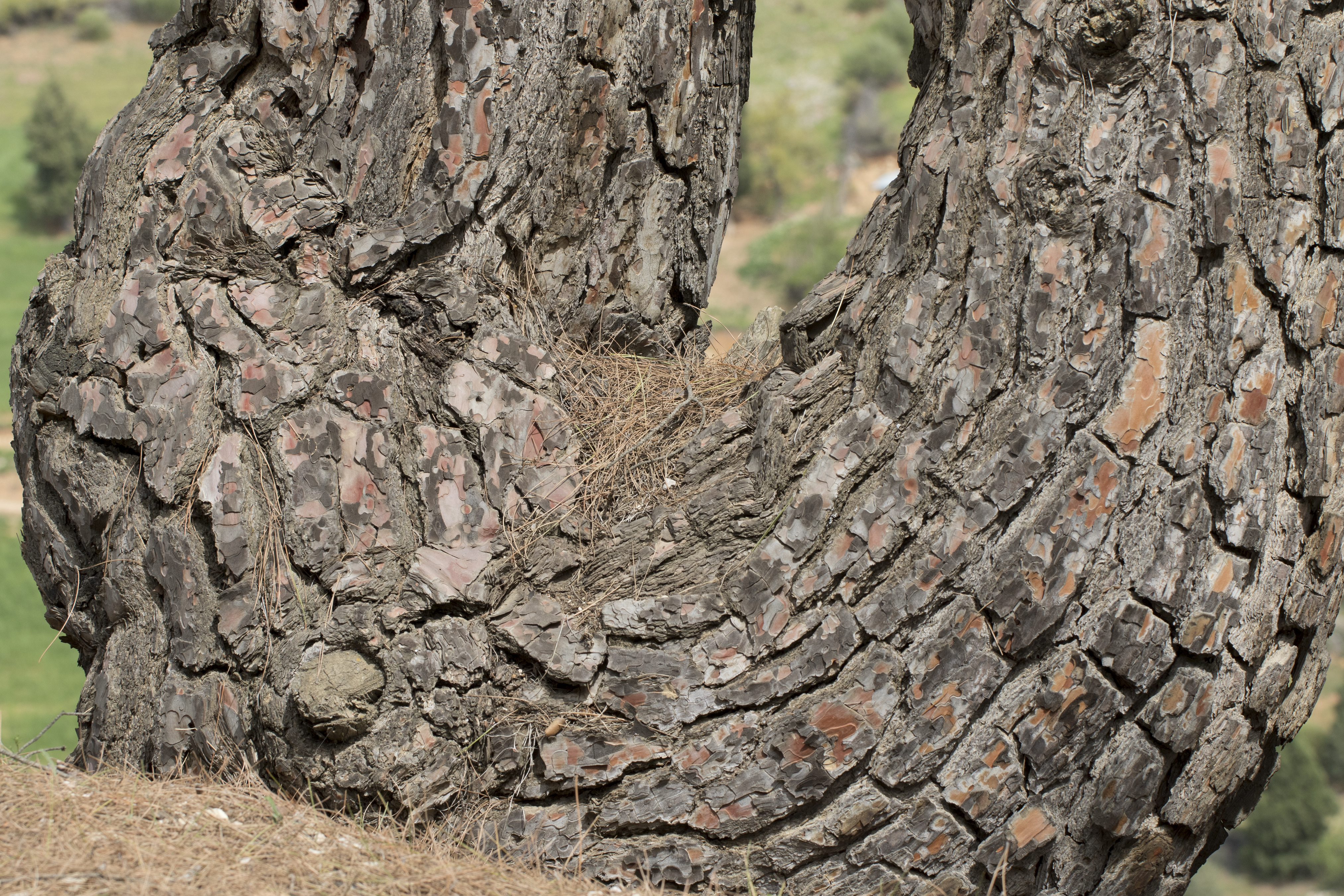
Écorce.
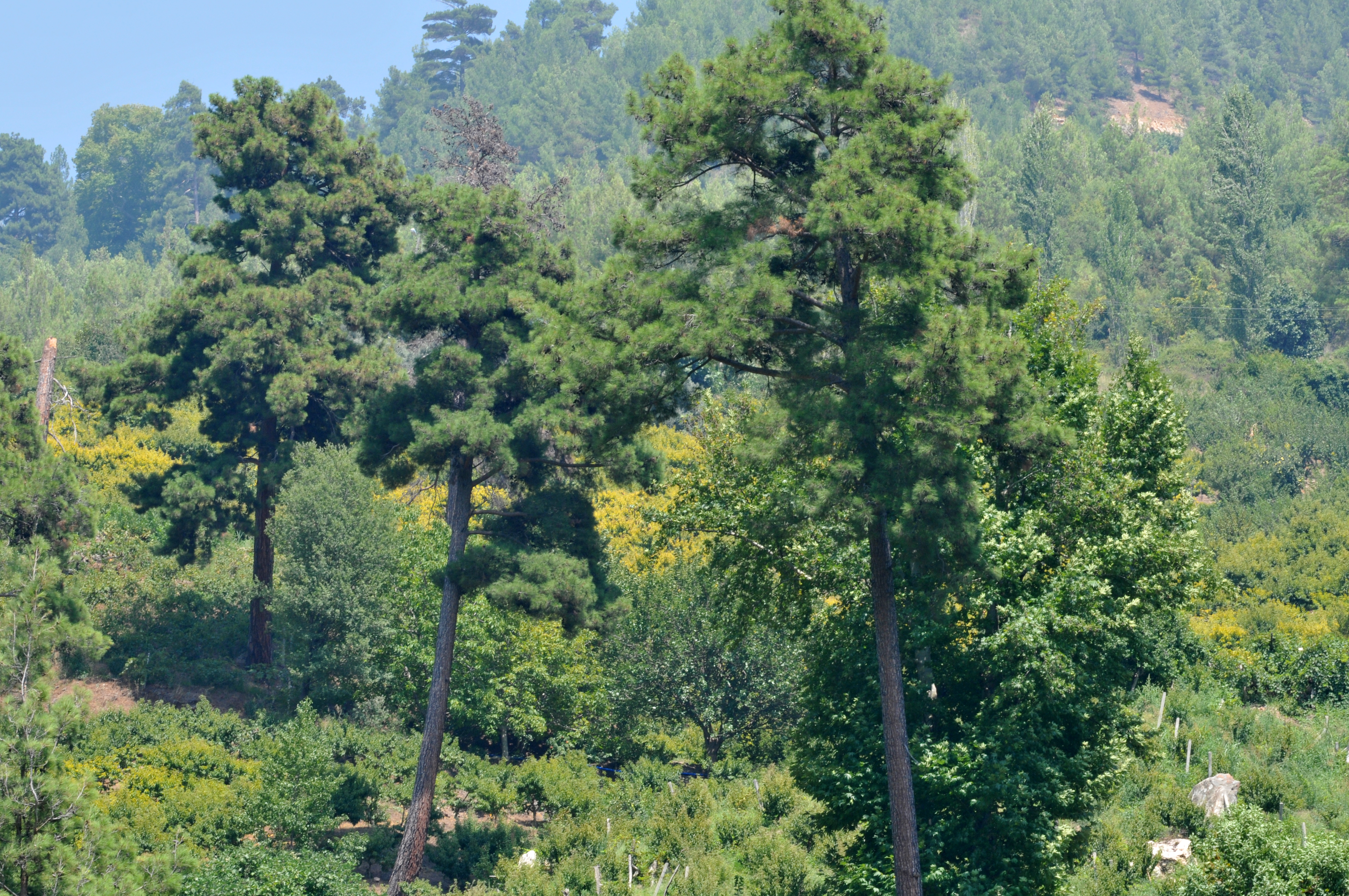
Peuplement de pins de Calabre.
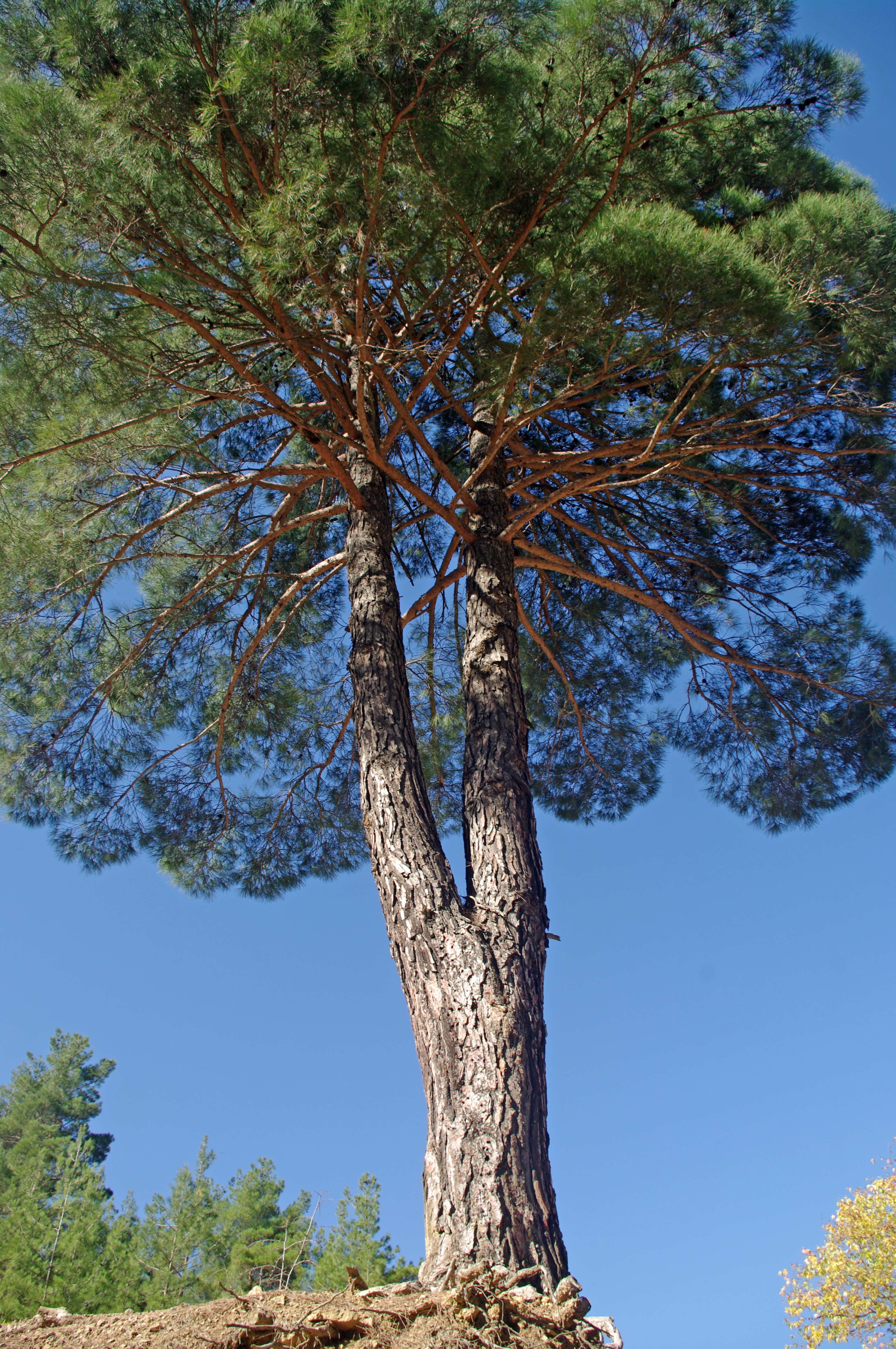
Tronc et ramure.
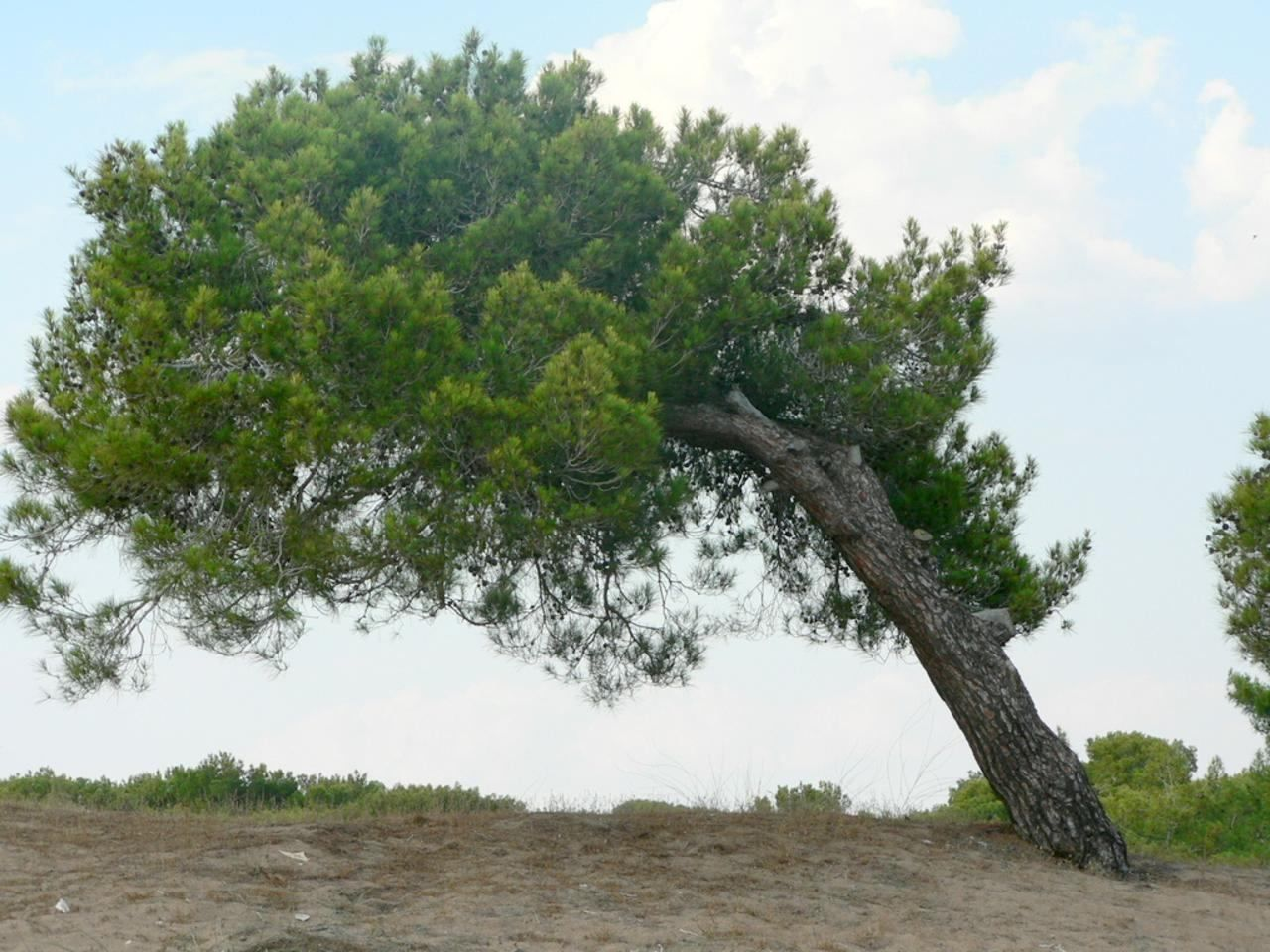
Pin de Calabre couché par le vent.